# Porto Azzurro
Porto Azzurro tidigare Porto Longone från fortet Forte Longone är en ort och kommun på ön Elbe i provinsen Livorno i regionen Toscana i Italien. Kommunen hade 3 686 invånare (2018).